# Slovak Internet eXchange
SIX.sk (Slovak Internet eXchange) je slovenské peeringové centrum, zřízené při Centru výpočetní techniky Slovenské technické univerzity (STU). Jedná se tedy o centrum, ve kterém jsou vzájemně propojeny počítačové sítě ISP (peering) působících ve Slovenské republice.